# Estação Ecológica do Barreiro Rico
A Estação Ecológica do Barreiro Rico é uma estação ecológica estadual de São Paulo. Possui cerca de 292,82 ha, somada com outros fragmentos contínuos totaliza cerca de 1.451 ha de remanescentes de floresta protegidas pela estação e como reserva legal.
A região possui uma das mais ricas faunas de primatas do estado de São Paulo, ocorrendo cinco espécies: o muriqui-do-sul, o bugio-ruivo, o macaco-prego, o sagui-da-serra-escuro e o guigó.